# Eduardo Morillas
Eduardo Morillas García (Melilla,  10 de julio de 1932 - 3 de mayo de 2021) fue un pintor español.

## Biografía
Eduardo Morillas nace en Melilla (ciudad española situada en el norte de África), en 1932, en la calle Bilbao, de la barriada El Real. Desde la infancia muestra interés por la pintura, tal como señala el crítico de arte Antonio Abad en su obra sobre la biografía del pintor.

«Nací con ella. En mis primeros años, de niño, unos lápices y unos colores eran suficientes para sentirme feliz. De una manera obsesiva dibujaba y dibujaba de día y de noche»

Pasa gran parte de esa infancia en Taza y Tánger —tres y cinco años, respectivamente—, ciudades del norte de Marruecos, por entonces bajo el protectorado español, cuyo patrimonio cultural y paisajístico deja una imborrable huella en su obra.
Estudia Peritaje Mercantil en su ciudad natal, motivado por exigencias del entorno familiar —su familia regentaba una empresa de elaboración de helados— más que por vocación. Cuando concluye, se matricula en la Escuela de Artes y Oficios de Melilla y se gradúa en Artes Plásticas en 1969.
En 1956, tras el reconocimiento de la independencia de Marruecos, viaja a Huesca en compañía de Victorio Manchón —a quien había conocido cinco años antes en la Escuela de Artes y Oficios— y plasman con sus pinceles, con la técnica de la acuarela, los rincones y paisajes de sus pueblos: Sabayés, Castejón de Sos, Perarrúa, Benabarre, Sabiñánigo y Graus, que expondrán un año más tarde.
Al regreso, a su paso por Madrid, conocen a Ceferino Olivé, quien ejercería una gran influencia en ambos por su facilidad con que resolvía las grisallas en los grandes formatos de sus acuarelas.
En 1958 es becado por la Obra Sindical de Educación y Descanso para estudiar en Madrid. A su vuelta a Melilla, continúa su formación en la Escuela de Artes y Oficios y sus exposiciones tanto individuales como colectivas.
En su primera etapa, utiliza tanto el óleo como la acuarela y expone su obra —muy heterogénea: paisajes y composiciones— en múltiples lugares y ciudades, en busca aún de su sello personal. Sus composiciones presentan una estructura planimétrica cuando utiliza el óleo, fragmenta el color (emplastado), dando al conjunto la impresión de mosaico.
En 1971, a partir del encuentro con Michel Chemin, toma conciencia de las posibilidades crómáticas y temáticas del entorno magrebí, pero no es hasta 1976 cuando inicia una nueva etapa con las exposiciones de «Temas melillenses» y «Temas marroquíes», utilizando la técnica de la acuarela. Tras un paréntesis —entre los años 1977 y 1978 realiza una aproximación a la abstracción y durante los años 1979 y 1981 trabaja en la serie «Homenaje a Goya»—, en 1983 se ocupa de forma continuada del tema magrebí.
La luz de su ciudad natal y el exotismo del entorno circundante son los dos elementos determinantes de su obra. El pintor a través de sus cuadros hace una crónica paisajística de la ciudad de Melilla, de sus calles y su puerto. Refleja las aglomeraciones erráticas de los zocos, mercaderías, cabilas, rostros, chalanes, el batiburrillo y la arquitectura de barro del sur de Marruecos con todo su cromatismo y luminosidad. Crea la unidad del espacio a partir de la luz.

«Yo soy mediterráneo y tengo la luz del mar dentro. El artista, si es honrado, tiene que seguir los impulsos lógicos. Yo conozco los países nórdicos, he intentado pintar cosas de allí y veo que eso lo pinto y no es real, es falso, algo no funciona porque no soy de allí. Sin embargo, en mi exposición verás una explosión de luz, todos los cuadros son muy luminosos y no lo hago adrede, sino por el entorno. Una de las cosas que llaman la atención al crítico es ese sentir la luminosidad de los nacidos por el Mediterráneo. Parece una permanente primavera. Se nota en mi pintura que soy del sur».

## Exposiciones
Individuales
- 1959 Salones Sección Femenina. Melilla
- 1960 Paisajes de la Costa del Sol. Salones Casino Español. Melilla (del 15 al 25 diciembre)
- 1966 Salones Sección Femenina. Melilla
- 1972 Escuela Municipal de Arte. Melilla
- 1973 Escuela Municipal de Arte. Melilla
- 1975 Galería Picasso. Málaga
- 1975 Escuela Municipal de Arte. Melilla
- 1976 Temas melillenses. Centro Cultural y Recreativo de los Ejércitos del  Casino Militar. Melilla
- 1976 Temas marroquíes. Galería Picasso. Málaga
- 1976 Galería Berruet. Logroño
- 1977 Sala de la Delegación Provincial de Cultura. San Sebastián
- 1978 Casino Militar. Melilla
- 1978 Galería Berruet. Logroño
- 1979 Club de Tenis "La Moraleja". Madrid
- 1979 Sala de Exposiciones de la Delegación de Cultura. Melilla
- 1980 Homenaje a Goya. Sala de Exposiciones de la Delegación de Cultura. Melilla
- 1981 Sala de Exposiciones de la Delegación de Cultura. Melilla
- 1981 El Corte Inglés. Madrid
- 1983 Casa de la Cultura. Melilla
- 1985 Expo Melilla 85. Melilla
- 1986 Asociación de Estudios Melillenses. Melilla
- 1988 Centro Cultural y Recreativo de los Ejércitos. Melilla
- 1989 Centro Cultural y Recreativo de los Ejércitos. Melilla
- 1990 Centro Cultural y Recreativo de los Ejércitos. Melilla
- 1993 Casa de la Cultura "Federico García Lorca". Melilla
- 2006 Real Club Marítimo. Melilla (del 22 noviembre al 5 de diciembre)
- 2008 Del gran sur. Real Club Marítimo. Melilla (del 17 al 22 noviembre)

Colectivas
- 1957 Rosaleda Parque Hernández. Melilla
- 1958 Salones Educación y Descanso. Valladolid
- 1958 Salones Sección Femenina. Melilla
- 1960 Exposición Colectiva de Arte. Melilla
- 1961 Delegación de Información y Turismo. Melilla
- 1962 Casino Español. Melilla
- 1964 Delegación de Información y Turismo. Melilla
- 1970 Delegación de Información y Turismo. Melilla
- 1971 Delegación de Información y Turismo. Melilla
- 1972 Hotel "Rif". Nador (Marruecos)
- 1978 Ateneo de Madrid. Madrid
- 1979 Galería "Nike". Vitoria
- 1980 Delegación de Cultura. Málaga
- 1983 Misión Cultural de España. Alhucemas (Marruecos)
- 1994 Casa de la Cultura "Federico García Lorca". Melilla
- 2009 Los grandes pintores de Melilla. Sala de Exposiciones Victorio Manchón. Melilla

## Libros
- Melilla en Apuntes, Ediciones Antonio Ubago. Granada, 1986.[5]

Cuaderno, prologado por el poeta Miguel Fernández y el crítico Antonio Abad, que recoge veinticinco bocetos —incluyendo los de la portada y contraportada— hechos a lápiz, en blanco y negro, agrupados dentro de una misma temática (Melilla): rincones, plazas, vericuetos y edificios, plasmados por el pintor.

## Premios, distinciones y homenajes

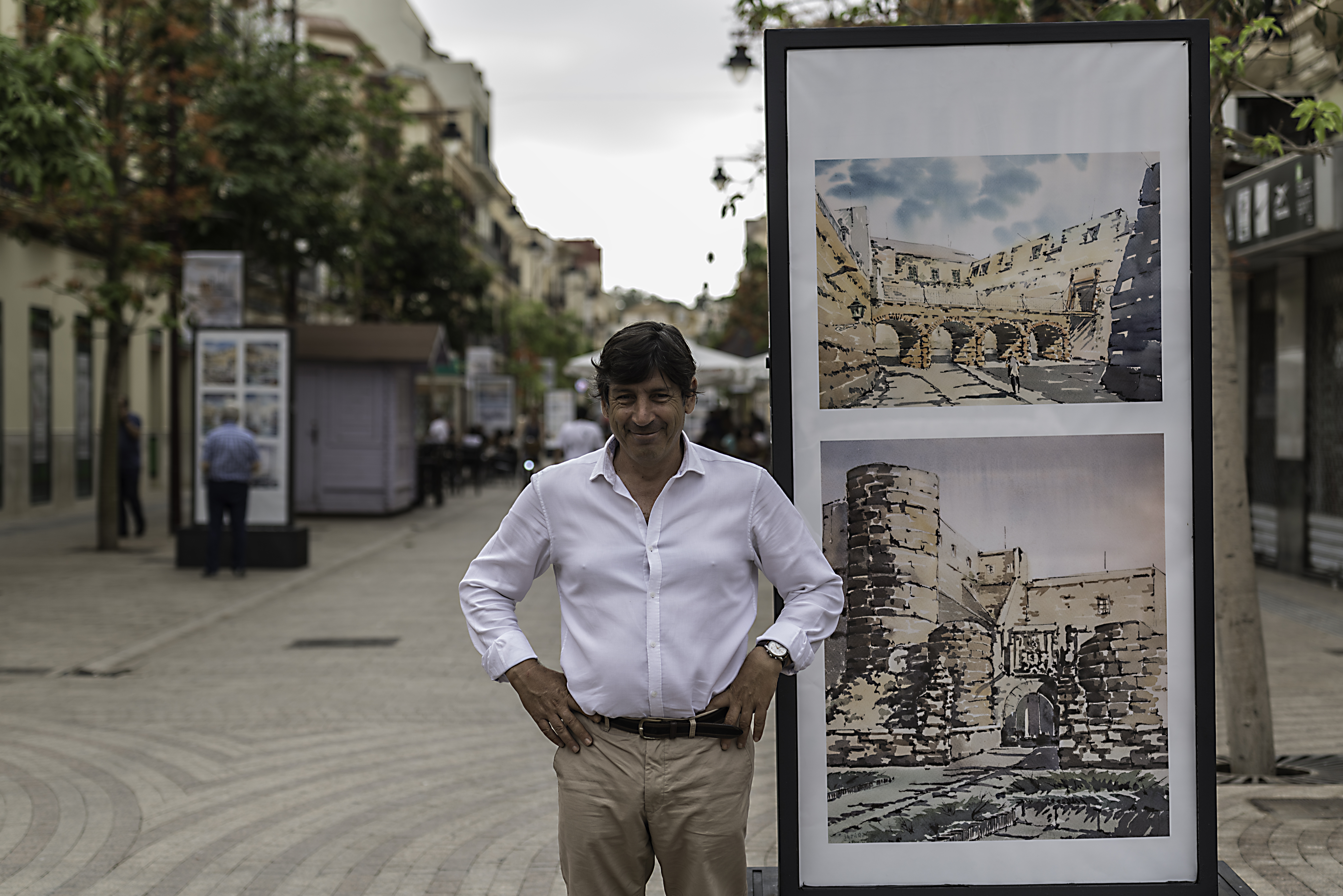
Exposición "Vida y Obra" (Melilla, 2021). Comisario de la Exposición, José Luis Abad Martínez.

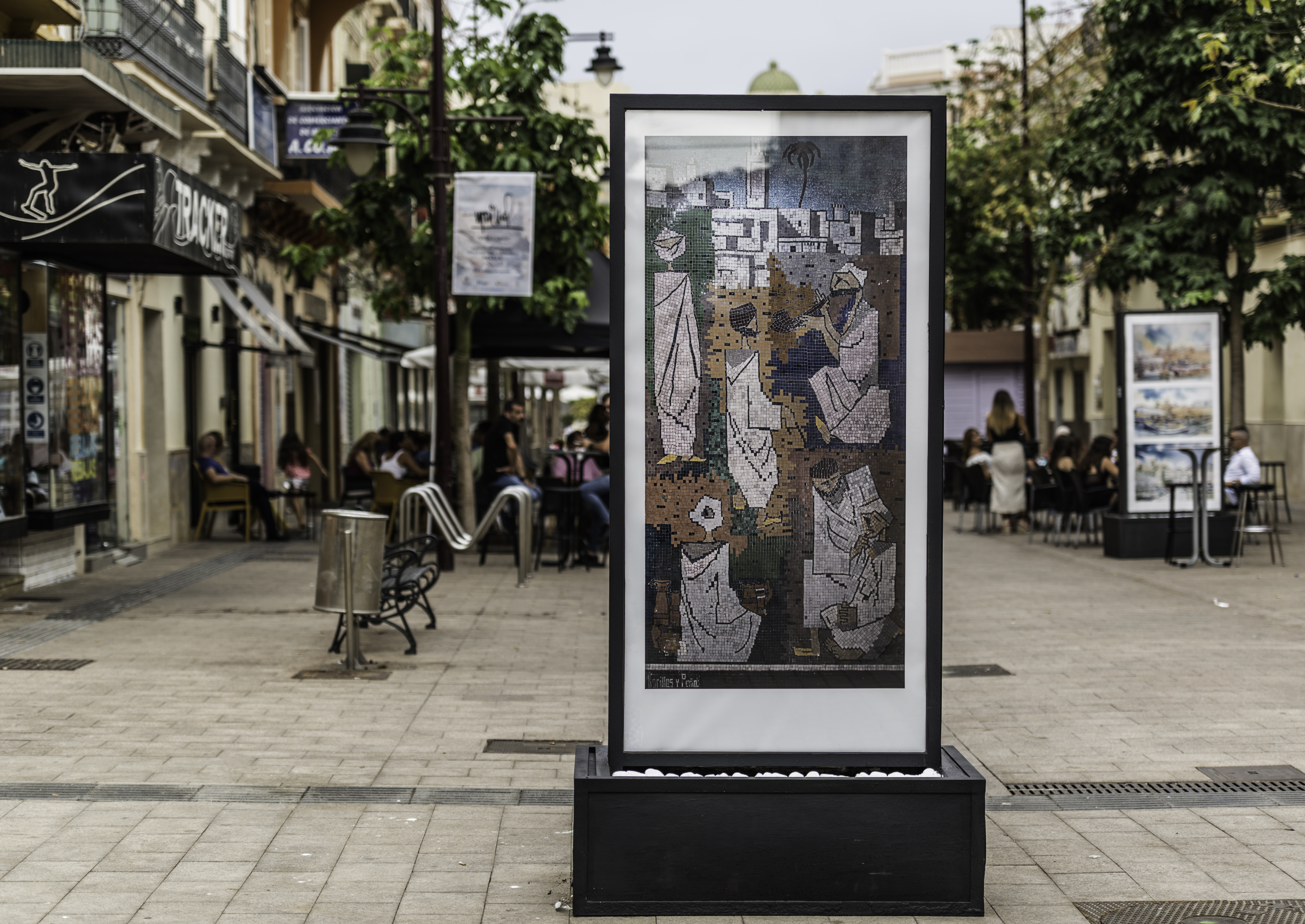
Exposición "Vida y Obra" (Melilla, del 10 de julio al 15 de agosto de 2021).

Segundo Premio en la Convención de Pintores Españoles. Oropesa del Mar (Castellón), 1977.
El 25 de junio de 2007, el Ministerio de Educación y Ciencia aprueba la denominación específica de «Pintor Eduardo Morillas» para el colegio de educación infantil y primaria número 13 de Melilla.
En el mes de julio del año 2021, la Consejería de Educación, Cultura, Festejos e Igualdad, de la Ciudad Autónoma de Melilla, organizó y patrocinó la exposición temporal 'Vida y obra' para rendir un homenaje póstumo al pintor. La exposición se celebró desde el día 10 de julio hasta el 15 de agosto (coincidiendo la inauguración con el aniversario de su nacimiento). José Luis Abad, comisario de la misma, seleccionó más de doscientas obras, agrupadas en torno a tres temáticas: marinas (Melilla y el Puerto), viajes (pinturas que realizó Morillas sobre los lugares que visitó, especialmente los del norte de Marruecos) y pinturas de taller. Las obras seleccionadas fueron reproducidas, dispuestas en "mupis” y comercios de la calle O'Donnell y editadas en un catálogo por la entidad organizadora.
La Ciudad Autónoma de Melilla le concede la Medalla de Oro, a título póstumo, en septiembre de 2021.